# Мікула
Мікула (рум. Micula) — село у повіті Сату-Маре в Румунії. Адміністративний центр комуни Мікула.
Село розташоване на відстані 454 км на північний захід від Бухареста, 12 км на північ від Сату-Маре, 134 км на північ від Клуж-Напоки.

## Населення
За даними перепису населення 2002 року у селі проживали 3106 осіб.
Національний склад населення села:
| Національність | Кількість осіб | Відсоток |
| -------------- | -------------- | -------- |
| угорці         | 1447           | 46,6%    |
| румуни         | 864            | 27,8%    |
| українці       | 546            | 17,6%    |
| цигани         | 245            | 7,9%     |

Рідною мовою назвали:
| Мова       | Кількість осіб | Відсоток |
| ---------- | -------------- | -------- |
| угорська   | 1491           | 48,0%    |
| румунська  | 898            | 28,9%    |
| українська | 511            | 16,5%    |
| циганська  | 204            | 6,6%     |